# Dezoksiadenozin-difosfat
Dezoksiadenozin difosfat je derivat nukleinske kiseline ATP (adenozin-trifosfat), u kome je -OH (hidroksilna) grupa na 2' ugljeniku nukleotidne pentoze bila odstranjena (stoga deoksi- deo imena). Dodatno, difosfat u imenu indicira da je jedna od ATP fosforil grupa bila uklonjena.

## Literatura
- Даринка Кораћевић; Гордана Бјелаковић; Видосава Ђорђевић. Биохемија. савремена администрација. ISBN 978-86-387-0622-8.

## Spoljašnje veze
- Deoxyadenosine+diphosphate на 